# 島田孫市

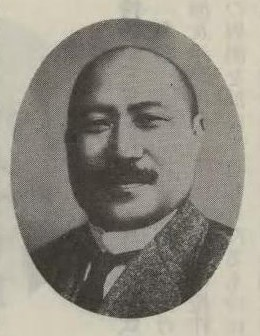
島田孫市

島田 孫市（しまだ まごいち、文久2年5月5日（1862年6月2日） - 昭和2年（1927年）1月19日は明治・大正期の実業家で島田硝子（現・東洋ガラス）の創業者。日本で初めて板ガラスの試作に成功した人物。

## 人物
豊前国下毛郡島田村（現・大分県中津市）で、島田平市の長男として生まれた。幼くして父を亡くし祖母に育てられた孫市は、9歳で中津の薬種問屋浜田屋へ丁稚奉公に出たが、店で扱う薬びんが舶来品であることを知り、ガラス生産で身を立てる志を抱くようになった。17歳で上京して薬種商で働いたのち、1876年（明治9年）工部省品川硝子製造所の伝習生として、当時政府に雇われていたイギリス人技師ジェームス・スピードらから洋式ガラス製造の技術を学ぶ機会に恵まれた。
1883年（明治16年）大阪の日本硝子に転じる。同社は1875年に川崎村天満山（現在の大阪市北区与力町）にガラス工場を開いた伊藤契信が1882年に大阪初の洋式ガラス工場を新設して日本硝子会社としたもので、島田は伊藤の招きで入社、5年間勤務して職工長を務めた（日本硝子は同じ頃社長の伊藤が退き、1890年に業績不振により解散）。
1888年（明治21年）4月大阪府西成郡川崎村（現・大阪市北区西天満）に島田硝子製造所を創業した。1893年（明治26年）、日本硝子の工場を買収して、着色ガラスや透明焼き付けガラスを開発して業績を伸ばし、1902年（明治35年）についに日本で初めて板ガラスの生産に成功した。その後、海外視察を経て、帰国後知人の紹介で三菱財閥の岩崎弥之助の次男・俊弥の知遇を得て、これからは板ガラス事業が日本で重要な産業になると考えた岩崎と、板ガラスの生産技術を国内に確立したいという孫市の双方の考えの一致から、1906年（明治39年）12月岩崎を社長とし、孫市を副社長とする大阪島田硝子製造合資会社を設立、本格的な板ガラスの生産を開始した。しかし意見の違いから岩崎と袂を分かち、岩崎は尼崎に板ガラス専門の旭硝子を設立、島田は1908年（明治41年）大阪市内の北同心町で再びガラス食器の生産を始め、1909年（明治42年）6月には西成郡鷺洲町海老江（現・大阪市福島区海老江）に新工場を建設した。その後順調に業績を伸ばし、ガラス製造の発展に貢献した功績により藍綬褒章を受章した。
1927年（昭和2年）1月19日に大阪市北区で講演中に脳溢血で倒れ死去した。享年66歳。家督は長男の島田一郎（1889年生）が継ぎ、次女の重子（1904年生）は山中商会重役山中繁次郎の長男に嫁いだ。繁次郎は山中定次郎とともに1893年に渡米し、山中商会ボストン支店の店長を務め、島田硝子の取締役も務めた。